# Calathusa basicunoides
Calathusa basicunoides är en fjärilsart som beskrevs av Holloway 1979. Calathusa basicunoides ingår i släktet Calathusa och familjen trågspinnare. Inga underarter finns listade i Catalogue of Life.